# Jürgen Höpfner

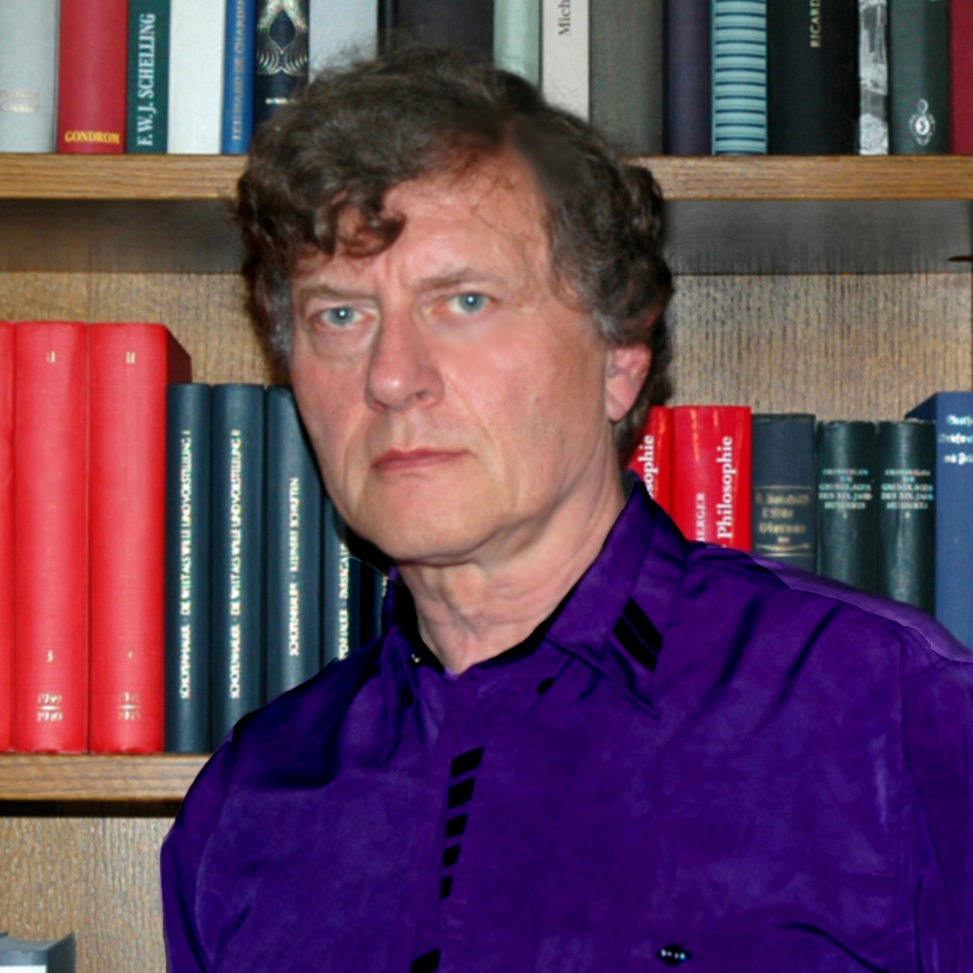
Jürgen Höpfner (April 2010)

Jürgen Höpfner (* 23. April 1943 in Erfurt) ist ein deutscher Schriftsteller.

## Leben
Jürgen Höpfner, Sohn eines Offiziers, wurde in Erfurt geboren. Kurz vor Kriegsende wurde die Familie ausgebombt und überlebte nur durch Zufall. Ab 1958 besuchte Höpfner das heutige Theodor-Fontane-Gymnasium in Strausberg. Zusammen mit anderen Jugendlichen, darunter Michael Gartenschläger, der 1976 an der innerdeutschen Grenze bei der Demontage von Selbstschussanlagen von einem MfS-Kommando erschossen wurde, bildete er den „Ted-Herold-Schlagerclub“. Aus Protest gegen den Mauerbau am 13. August 1961 schrieben die Jugendlichen Losungen an Scheunenwände und zündeten schließlich eine Feldscheune an. Höpfner war zu jenem Zeitpunkt länger als geplant im Urlaub und daher nicht beteiligt. Bei seiner Rückkehr, wenige Stunden vor der Verhaftung der Gruppe, erfuhr er von deren Aktionen. In einem dreitägigen Schauprozess im Kultursaal des Ministeriums für Nationale Verteidigung in Strausberg wurden die 17-jährigen Schüler zu lebenslangen Zuchthausstrafen verurteilt. Dies begründete Staatsanwalt Klühsendorf damit, dass er die Todesstrafe erst ab achtzehn beantragen könne. Der damala 18-jährige Jürgen Höpfner wurde wegen Mitwisserschaft und einer literarischen Fingerübung, vom vormaligen Mitglied im Nationalsozialistischen-Richterbund, Bezirksgerichtsdirektor Walter Ziegler, umgedeutet in einen staatsgefährdenden Gewaltakt und staatsgefährdende Propaganda und Hetze, zu sechs Jahren Zuchthaus verurteilt. (Drei Monate später verurteilte dasselbe Ankläger-Richter-Duo Walter Praedel wegen gleicher Delikte der Landarbeiter zum Tode. Er verstarb unter der Guillotine.) Höpfner verarbeitete jene Erlebnisse in der in Nazi-Deutschland spielenden Erzählung „Abschied eines Schmetterlings“, die im Buch „Karneval in Bio-Bio“ erschien. Das Urteil bezeichnete er als seinen „DDR-Literaturpreis“. Nach drei Jahren im Zuchthaus Brandenburg schlug er sich in Ost-Berlin zunächst als Lagerarbeiter, Kellner und Verkäufer durch. Da ihm ein Studium verwehrt war, besuchte er mit dem manipulierten Studentenausweis seiner Frau an der Humboldt-Universität Vorlesungen in Biologie und Psychologie. Später erwarb er im Fernstudium Hochschulabschlüsse an der Universität Rostock, Technischen Hochschule Ilmenau und am Institut für Literatur in Leipzig.
Seit 1977 ist Höpfner freiberuflicher Schriftsteller. In seinem ersten Roman, „Gleisverwerfung“ erzählt er die Vorgeschichte seines Prozesses: Nicht westliche Einflüsse seien für die staatsfeindliche Entwicklung der Jugendgruppe verantwortlich, sondern die Jugendpolitik und der restriktive Alltag im SED-Staat selbst. Die Staatssicherheit verfolgte die Entstehung des Manuskripts von Anfang an: regelmäßig erstatteten Funktionäre des Mitteldeutschen Verlags Bericht. Trotzdem wurde das Buch im Druck gestoppt und eingestampft und erschien erst ein Jahr später mit den dem Autor auferlegten Änderungen.
In Reden auf politischen Veranstaltungen des Schriftstellerverbandes kritisierte Höpfner die Zensurpraktiken und forderte Reisefreiheit nicht nur für Schriftsteller, sondern für alle Bürger. 1988 stellte er einen Ausreiseantrag. In der Entscheidung der Staatssicherheit heißt es dazu: „Bei den Personen HÖPFNER, Jürgen und Ehefrau KARIN handelt es sich um feindliche Kräfte des politischen Untergrundes, deren Übersiedlung in Abstimmung mit der BL der SED Berlin aus sicherheitspolitischen Gründen bis 20. April 1988 realisiert werden sollte.“

## Werke
- Die Hölle von Fort d Issy Militärverlag der DDR, Berlin 1979
- Operación Chanchera Militärverlag Berlin 1979 (unter Pseudonym: Knut Velhagen)
- Gleisverwerfung Mitteldeutscher Verlag, Halle Leipzig 1982
- Tote Tauben Verlag Das Neue Berlin, Berlin 1982
- Karneval in Bio-Bio Mitteldeutscher Verlag, Halle Leipzig 1983
- Verhängnis vor Elysium Verlag Das Neue Berlin 1983